# Lipówka (rejon rohatyński)
Lipówka (ukr. Липівка, Łypiwka, do 1946 Firlejów, Фірлеїв) – wieś na Ukrainie w rejonie rohatyńskim obwodu iwanofrankowskiego, nad Gniłą Lipą. Liczy 829 mieszkańców.

## Historia
Wieś znana od 1430 r. Przed rokiem 1570, zanim otrzymała magdeburskie prawa miejskie, nosiła nazwę Maciejów (Матіїв). W 1573 r. erygowano tu parafię rzymskokatolicką z fundacji Mikołaja Narajowskiego, sędziego ziemi lwowskiej. 
Przed 1914 właścicielem był Franciszek Biesiadecki, a w 1937 ukazała się monografia wsi pt. Dzieje Firejowa, której autorem był ks. Stanisław Szatko.
Za czasów II Rzeczypospolitej Firlejów był miasteczkiem i siedzibą gminy Firlejów. (ustawa scaleniowa, do 1934), a następnie miejscowością w gminie Rohatyn w powiecie rohatyńskim w województwie stanisławowskim. W 1921 roku liczył 1210 mieszkańców.
15 i 16 lutego 1944 r. w czasie dwóch kolejnych napadów nacjonalistów ukraińskich z OUN – UPA na wieś zginęło 80 Polaków.

## Kościół św. Stanisława, Biskupa i Męczennika
Murowany, jednonawowy, z wieżą, zbudowany w 1576 r. na miejscu starego kościoła, zniszczonego w pierwszej połowie tegoż stulecia. Konsekrowany przez abp. Jana Dymitra Solikowskiego. Trzykrotnie niszczony i odbudowywany. Przebudowany w latach 60. i 70. XVIII w., ponownie konsekrowany przez abp. Wacława Sierakowskiego w 1774 r. W czasie II wojny światowej poważnie uszkodzony, zdewastowany i zamieniony na spichlerz w 1945 r., przywrócony do kultu w 1991 r. 

## Osoby związane z Lipówką
- Benedykt Chmielowski (1700–1763 w Firlejowie) – polski ksiądz katolicki, kanonik kijowski, pisarz dewocyjny, autor Nowych Aten, pierwszej polskiej encyklopedii, wieloletni proboszcz Firlejowa.
- ks. Jan Strzelbicki (zm. w maju 1889) – duchowny katolicki, dziekan narajowski[5].

## Urodzeni w miejscowości
- Stepan Kaczała (1816–1888) – ukraiński działacz społeczny i polityczny, ksiądz greckokatolicki, pisarz.
- Michał Wiszniewski (1794–1865) – polski filozof, psycholog oraz historyk literatury.